# Abyssorchomene distinctus
Abyssorchomene distinctus is een vlokreeftensoort uit de familie van de Uristidae. De wetenschappelijke naam van de soort is voor het eerst geldig gepubliceerd in 1960 door Birstein & Vinogradov.